# Calabasas Pro Tennis Championships 2001
Il Calabasas Pro Tennis Championships 2001 è stato un torneo di tennis facente parte della categoria ATP Challenger Series nell'ambito dell'ATP Challenger Series 2001. Il torneo si è giocato a Calabasas negli Stati Uniti dal 2 all'8 aprile 2001 su campi in cemento.

## Vincitori

### Singolare
André Sá ha battuto in finale  Michael Russell con il punteggio di 4–6, 6–2, 6–4

### Doppio
Ota Fukárek /  Ivo Heuberger hanno battuto in finale  Paul Hanley /  Nathan Healey con il punteggio di 7–5, 3–6, 7–6(2)